# Ensemble Ledererstraße (Weilheim in Oberbayern)

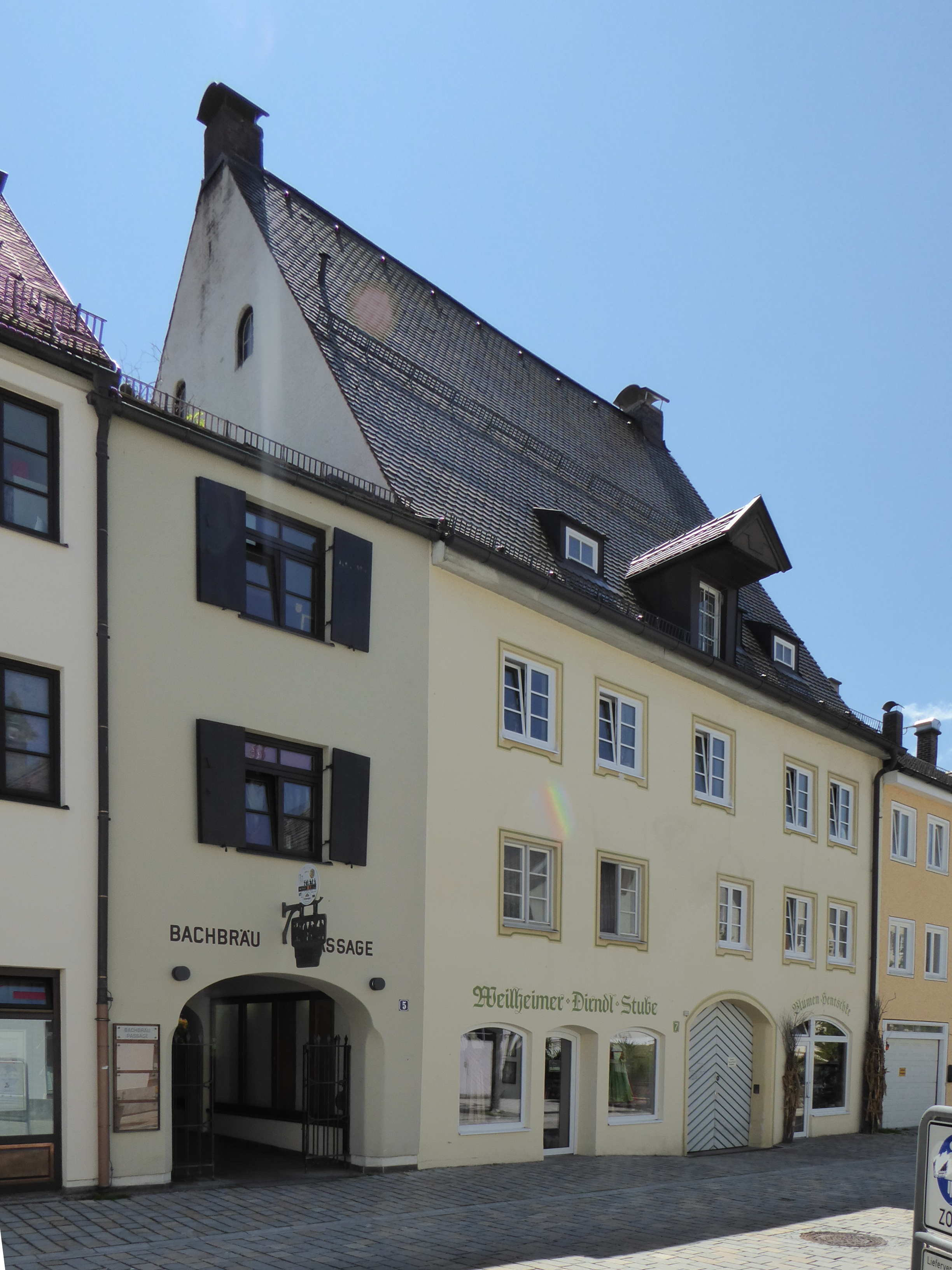
Lederstraße 5 und 7

Das Ensemble Ledererstraße in Weilheim in Oberbayern, der Kreisstadt des oberbayerischen Landkreises Weilheim-Schongau, ist ein Bauensemble, das unter Denkmalschutz steht.

## Beschreibung
Das Ensemble wird umgrenzt von den Gebäuden Ledererstraße 1, 2, 3, 5, 6, 7, 8, 9, 10, 11, 12, 13, 14 (gleichzeitig Kreuzgasse 7), 15, 17, Kirchplatz 11 und der Pöltner Straße 2.
Die Handwerkerstraße in der Altstadt, wo vor allem Gerber entlang des heute verrohrten Stadtbaches arbeiteten und wohnten, weist auf der Nordseite eine geschlossene Gruppe zwei- bis viergeschossiger giebelständiger Häuser des 18./19. Jahrhunderts mit vorstehenden Flachsatteldächern auf. Die Südseite besteht zum großen Teil aus einheitlichen dreigeschossigen Traufseitbauten des 17. bis 19. Jahrhunderts.

## Einzeldenkmäler
- Ledererstraße 7: Wohn- und Geschäftshaus, sogenanntes Watsackerhaus